# Escala i corda
 (décembre 2021).
Si vous disposez d'ouvrages ou d'articles de référence ou si vous connaissez des sites web de qualité traitant du thème abordé ici, merci de compléter l'article en donnant les références utiles à sa vérifiabilité et en les liant à la section « Notes et références ».
L’Escala i corda (litt. « gradins et corde », en valencien) est la principale modalité de la pelote valencienne et la seule avec le Raspall à compter des joueurs professionnels.

## Histoire
L’Escala i corda est une modalité qui est apparue vers 1910, quand le joueur Nel de Murla installa une corde à 1,80 m au milieu du  trinquet et partagea ainsi l’aire de jeu en deux parties. Jusqu’à cette époque les démarcations pouvaient varier comme actuellement avec le Llargues.

## Pelote
En Escala i corda on utilise une pelote de vaqueta (litt. « pelote de génisse », en valencien). C’est une petite balle très dure et extrêmement rapide qui rebondit parfaitement bien. Sa taille est de 42 mm de diamètre, 138 mm de circonférence pour un poids de 42 g.

## Règles

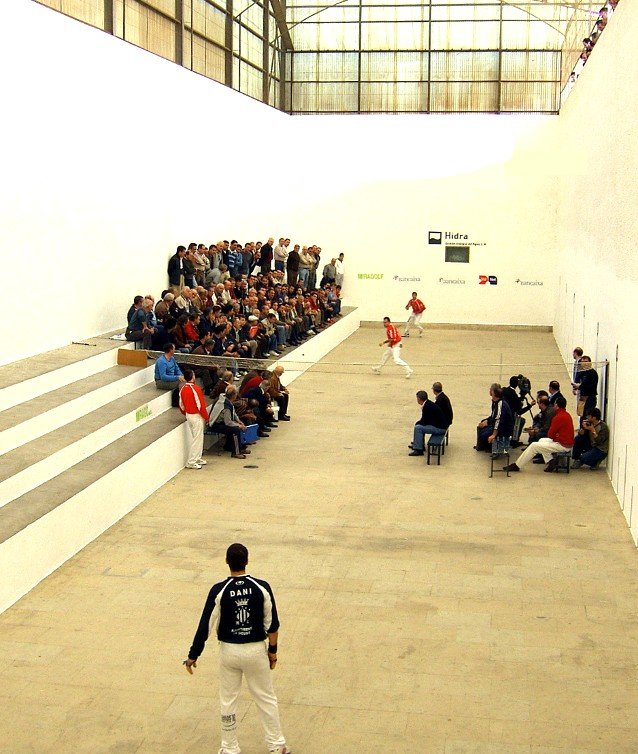
Partie d'escala i corda à l'Eliana.

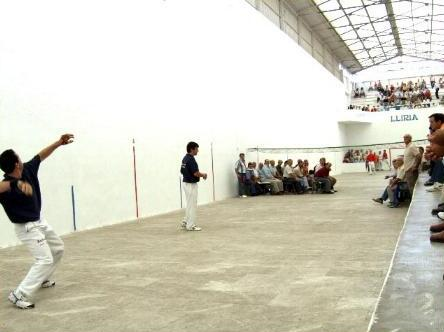
Partie d'Escala i Corda au Trinquet du Pla de l'Arc à Llíria.

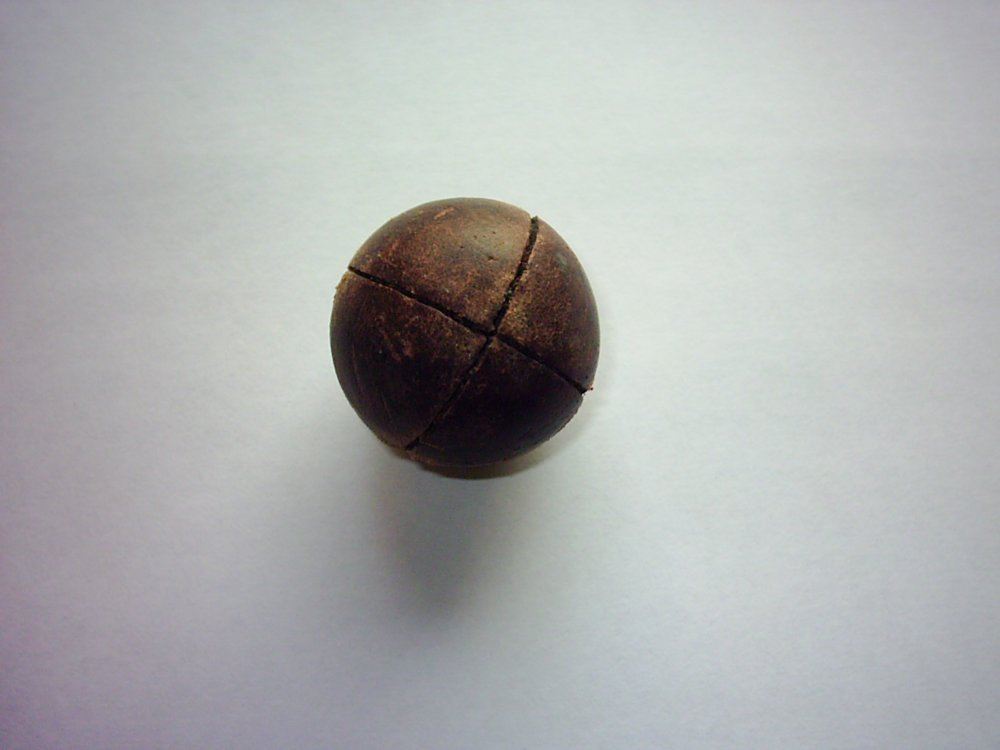
Pelote de vaqueta.

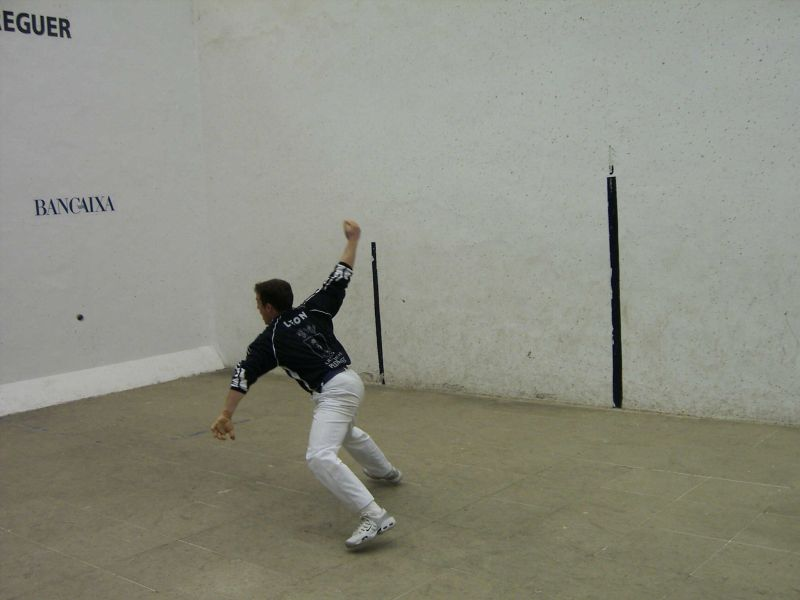
León se jette sur la piste pour renvoyer une pelote rebondissant sur le rest.

Dans cette modalité, l’objectif est de frapper la balle avec la main et de l’envoyer au-dessus du filet. Quand les joueurs adverses n’arrivent pas à renvoyer la balle, l’équipe gagne le quinze.
Les matchs sont disputés en douze jeux, comptés de 5 en 5 ; chaque jeu gagné rapporte cinq points. Les jeux sont divisés en quatre « quinzes » (15, 30, val et jeu). L’équipe qui fait soixante points en douze jeux remporte le match.
Un quinze commence quand le « feridor » envoie la pelote au joueur adverse, le « dauer ». Celui-ci doit la renvoyer à l’équipe adverse en tapant sur le mur latéral, le « rest ». De cette façon, les deux équipes vont se renvoyer la pelote par-dessus le filet. On peut renvoyer la balle une seule fois, quand elle est en l’air ou après qu’elle a rebondit une fois. Quand une équipe ne peut pas renvoyer la pelote, elle est comptée « faute ».
Les fautes :
- quand la pelote rebondit deux fois, ou que la même équipe (ou le même joueur) touche la pelote deux fois de suite ;
- quand la pelote touche le filet ou passe dessous ;
- quand au moment de la « ferida », la pelote n’entre pas dans le « dau ».

Il est aussi possible de remporter un « quinze », en lançant la pelote vers la galerie du trinquet ou la « llotgeta » sans qu’elle revienne. Toutefois cette action n’est pas autorisée dans certaines compétitions (le Circuit Bancaixa par exemple), ou certains challenges. Cette façon de jouée est considérée comme une solution de facilité et elle est moins spectaculaire, elle est malgré tout autorisée dans les face à face.

## Les joueurs
L’Escala i corda peut se jouer en tête à tête mais c’est surtout un sport d’équipe. Les équipes sont formées de deux ou trois joueurs et plusieurs combinaisons sont possibles : 2 contre 2, 3 contre 3, ou 3 contre 2 (si ces joueurs sont considérés comme moins forts que les deux autres), cela rend les parties plus intéressantes.
Dans tous les cas, l’équipe favorite  (ou considérée comme telle par les organisateurs), sera vêtue de rouge ; l’autre sera en bleu.
Chaque joueur a un nom en fonction de la place qu’il occupe sur le trinquet. Il y a le « dauer », le « mitger » et le « punter ». Deux joueurs sont également tirés au sort avant le match pour tenir le rôle de  « feridors » (le « punter » peut également être le « feridor »).
- Le dauer (aussi appelé « rest », « reboter », ou « escalater ») est le joueur qui se tient le plus près du mur, c’est donc lui qui renvoie le plus souvent les pelotes qui rebondissent ainsi que celles qui tapent sur les gradins. Il commence les « quinzes » en se plaçant sur le « dau » et renvoie au service du « feridor ». On dit qu’il joue la « caiguda d'escala ».
- Le mitger est placé au milieu de son camp, il renvoie les pelotes en l’air avant qu’elles n’aient touché le sol. Si la balle a rebondi une fois il peut essayer de la renvoyer vers les coins, les endroits non protégés par l’équipe adverse ou vers les « galleries », la « llotgeta » ou les gradins.
- Le punter est le plus près du filet, c’est pour cette raison qu’il touche moins de balles  (celles-ci vont si vite qu’il ne pourrait pas les renvoyer correctement). Il a besoin de moins de force pour renvoyer les pelotes mais il réceptionne des balles très puissantes et doit donc être équipé de protections renforcées pour les mains.
- Le feridor est un joueur spécial. On peut donner ce rôle aux punters, mais le plus souvent deux "feridors" sont tirés au sort avant le match. Ils doivent commencer les « quinzes » en envoyant la pelote depuis le dau, un espace délimité sur le sol. On appelle ce service la ferida (« la blessure », en valencien), car la réception de ces pelotes lancées à toute vitesse est très difficile.

## Les spectateurs

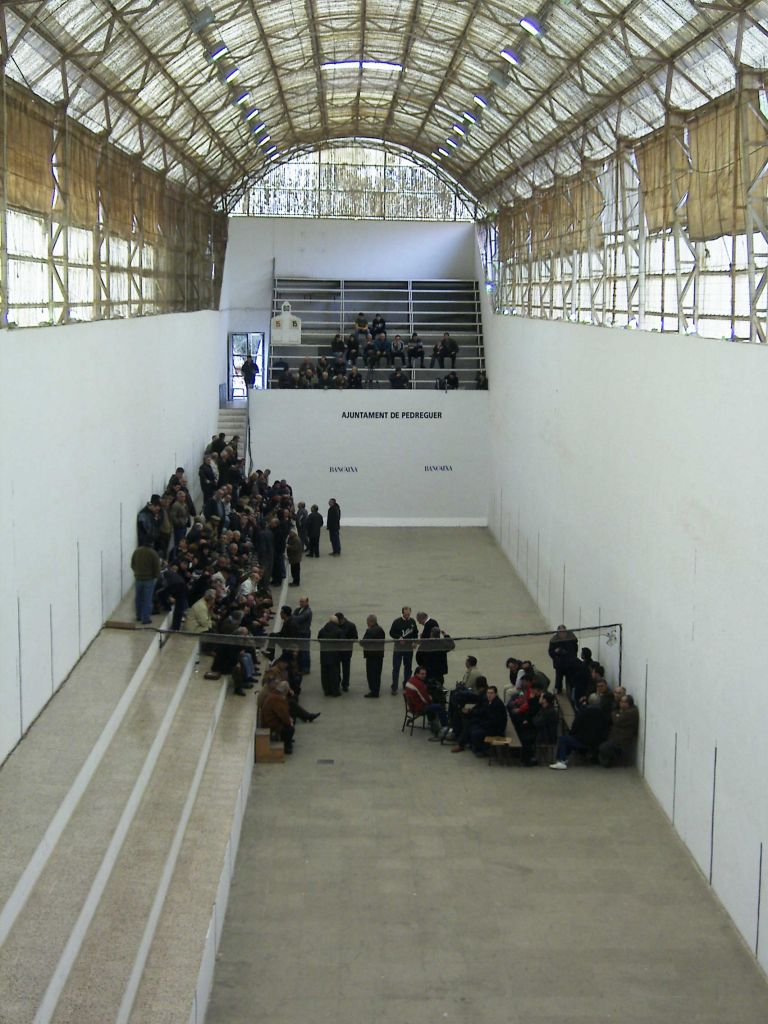
Spectateurs dans un trinquet.

Quand ils entrent dans un trinquet, les spectateurs doivent choisir où ils vont s’assoir. Les plus prudents s’installent dans les « galleries », situées au-dessus des murs, les plus courageux et les passionnés dans la « llotgeta ». Certains privilégiés peuventt s’assoir sous la corde mais les plus nombreux vont sur les gradins du milieu de terrain.

## Compétitions
- Circuit Bancaixa, équipes
  - Circuit Bancaixa 07/08
- Trofeu Individual Bancaixa, simple
  - Trofeu Individual Bancaixa 2007

## Medias
Escala i corda est un court-métrage réalisé par Jorge Bea en 2003. L'histoire se déroule en 1909, deux joueurs disputent une partie de pelote avec des enjeux personnels primordiaux.